# Oxidoreductasa
Una oxidoreductasa és una classe d'enzim que catalitzen les reaccions d'oxidació reducció. Per tant, catalitzen la transferència d'electrons des d'una molècula donadora d'electrons (anomenada agent reductor), a una molècula acceptora d'electrons (anomenada agent oxidant). Però en aquests tipus de reaccions els coenzims canvien el seu estat, actuant en algunes reaccions com a oxidants, i en altres com a reductors (com per exemple, el NADH i NAD+, el NADPH i NADP+, el FADH2 i FAD, i altres, són la mateixa substància, una oxidant i l'altre reductora).
Aquests enzims estan relacionats amb l'oxidació i la reducció biològica, i per tant, participen en els processos de respiració i de fermentació.
Catalitzen reaccions del tipus
A– + B → A + B–
on A és el reductor o donador d'electrons, i B és l'oxidant o l'acceptor d'electrons.

## Nomenclatura
El substrat que s'oxida (agent reductor) és considerat un donador d'hidrogen, i el nom sistemàtic es basa en el "donador: acceptor o receptor oxidoreductasa". El nom recomanat per la IUB és el de "deshidrogenasa del donador", però també s'utilitza el nom "reductasa receptor", aquests noms s'utilitzen quan l'hidrogen se separa del substrat. El nom d'oxidasa només s'usa quan l'oxigen molecular (O2) és l'acceptor. També hi ha les peroxidases, que usen peròxid d'hidrogen (H2O2) com a oxidant o acceptor. Les hidroxilases i les oxigenases incorporen oxigen molecular (O2) a les molècules oxidades.

## Classificació
La classificació de les oxidoreductases segons EC (Enzyme Comission) és la següent:
- 1.1 Actuen amb el grup CH-OH com a donador.
  - 1.1.1 Amb NAD+ o NADP+ com a acceptor.
  - 1.1.2 Amb citocrom com a acceptor.
  - 1.1.3 Amb oxigen com a acceptor.
  - 1.1.99 Amb altres acceptors.
- 1.2 Actuen amb l'aldehid o el grup oxo com a donador.
  - 1.2.1 Amb NAD+ o NADP+ com a acceptor.
  - 1.2.2 Amb citocrom com a acceptor.
  - 1.2.3 Amb oxigen com a acceptor.
  - 1.2.4 Amb un compost disulfur com a acceptor.
  - 1.2.7 Amb proteïnes amb clusters de ferro-sulfur com a acceptor.
  - 1.2.99 Amb altres acceptors.
- 1.3 Actuen amb el grup CH-CH com a donador.
  - 1.3.1 Amb NAD+ o NADP+ com a acceptor.
  - 1.3.2 Amb citocrom com a acceptor.
  - 1.3.3 Amb oxigen com a acceptor.
  - 1.3.7 Amb proteïnes amb clusters de ferro-sulfur com a acceptor.
  - 1.3.99 Amb altres acceptors.
- 1.4 Actuen amb el grup CH-NH2 com a donador.
  - 1.4.1 Amb NAD+ o NADP+ com a acceptor.
  - 1.4.2 Amb citocrom com a acceptor.
  - 1.4.3 Amb oxigen com a acceptor.
  - 1.4.4 Amb un compost disulfur com a acceptor.
  - 1.4.7 Amb proteïnes amb clusters de ferro-sulfur com a acceptor.
  - 1.4.99 Amb altres acceptors.
- 1.5 Actuen amb el grup CH-NH com a donador.
  - 1.5.1 Amb NAD+ o NADP+ com a acceptor.
  - 1.5.3 Amb oxigen com a acceptor.
  - 1.5.99 Amb altres acceptors.
- 1.6 Actuen amb NADH o NADPH.
  - 1.6.1 Amb NAD+ o NADP+ com a acceptor.
  - 1.6.2 Amb citocrom com a acceptor.
  - 1.6.4 Amb un compost disulfur com a acceptor.
  - 1.6.5 Amb quinona o un compost relacionat com a acceptor.
  - 1.6.6 Amb un grup nitrogenat com a acceptor.
  - 1.6.7 Amb proteïnes amb clusters de ferro-sulfur com a acceptor.
  - 1.6.99 Amb altres acceptors.
- 1.7 Actuen amb altres composts nitrogenats com a donadors.
  - 1.7.2 Amb un citocrom com a acceptor.
  - 1.7.3 Amb oxigen com a acceptor.
  - 1.7.7 Amb proteïnes amb clusters de ferro-sulfur com a acceptor.
  - 1.7.99 Amb altres acceptors.
- 1.8 Actuen amb el grup sulfur com a donador.
  - 1.8.1 Amb NAD+ o NADP+ com a acceptor.
  - 1.8.2 Amb citocrom com a acceptor.
  - 1.8.3 Amb oxigen com a acceptor.
  - 1.8.4 Amb un compost disulfur com a acceptor.
  - 1.8.5 Amb quinona o un compost relacionat com a acceptor.
  - 1.8.7 Amb proteïnes amb clusters de ferro-sulfur com a acceptor.
  - 1.8.99 Amb altres acceptors.
- 1.9 Actuen amb el grup hemo com a donador.
  - 1.9.3 Amb oxigen com a acceptor.
  - 1.9.6 Amb un grup nitrogenat com a acceptor.
  - 1.9.99 Amb altres acceptors.
- 1.10Actuen amb difenols i altres composts relacionats com a donadors.
  - 1.10.1 Amb NAD+ o NADP+ com a acceptor.
  - 1.10.2 Amb un citocrom com a acceptor.
  - 1.10.3 Amb oxigen com a acceptor.
- 1.11 Actuen amb el grup peròxid com a acceptor (Peroxidases)·
- 1.12 Actuen amb l'hidrogen com a donador.
  - 1.12.1 Amb NAD+ o NADP+ com a acceptor.
  - 1.12.2 Amb un citocrom com a acceptor.
  - 1.12.7 Amb proteïnes amb clusters de ferro-sulfur com a acceptor.
- 1.13 Actuen amb un donador individual amb la incorporació d'oxigen molecular (Oxigenases).
  - 1.13.11 Amb la incorporació de dos àtoms d'oxigen.
  - 1.13.12 Amb la incorporació d'un àtom d'oxigen (monooxigenases internes o oxidases internes de función mixta).
  - 1.13.99 Altres (necessiten una caracterització addicional).
- 1.14 Actuen amb dos donadors amb la incorporació d'oxigen (Oxigenases).
  - 1.14.11 Amb 2-oxoglutarat com un donador i la incorporació d'un àtom d'oxigen en el donador.
  - 1.14.12 Amb NADH o NADPH com un donador, i la incorporació de dos àtoms d'oxigen en un donador.
  - 1.14.13 Amb NADH o NADPH com un donador, i la incorporació d'un àtom d'oxigen.
  - 1.14.14 Amb flavina reduïda o flavoproteïna com un donador, i la incorporació d'un àtom d'oxigen.
  - 1.14.15 Amb proteïnes amb clusters de ferro-sulfur reduïdes com a donador, i la incorporació d'un àtom d'oxigen.
  - 1.14.16 Amb pteridina reduïda com a donador i la incorporació d'un àtom d'oxigen.
  - 1.14.17 Amb ascorbat com a donador i la incorporació d'un àtom d'oxigen.
  - 1.14.18 Amb altres composts com a donadors i la incorporació d'un àtom d'oxigen.
  - 1.14.99 Altres (necessiten una caracterització addicional).
- 1.15 Actuen amb radicals superòxids com a acceptors.
- 1.16 Actuen oxidant ions metàl·lics.
  - 1.16.3 Amb oxigen com a acceptor.
- 1.17 Actuen amb el grup -CH2-.
  - 1.17.1 Amb NAD+ o NADP+ com a acceptor.
  - 1.17.4 Amb un compost disulfur com a acceptor.
- 1.18 Actuen amb ferrodoxina reduïda com a donador.
  - 1.18.1 Amb NAD+ o NADP+ com a acceptor.
  - 1.18.2 Amb dinitrogen com a acceptor.
  - 1.18.3 Amb H+ com a acceptor.
- 1.19 Actuen amb flavodoxina reduïda com a donador.
  - 1.19.2 Amb dinitrogen com a acceptor.
- 1.97 Altres oxidoreductases.[1]

## Tipus d'oxidoreductases

### Deshidrogenases o reductases

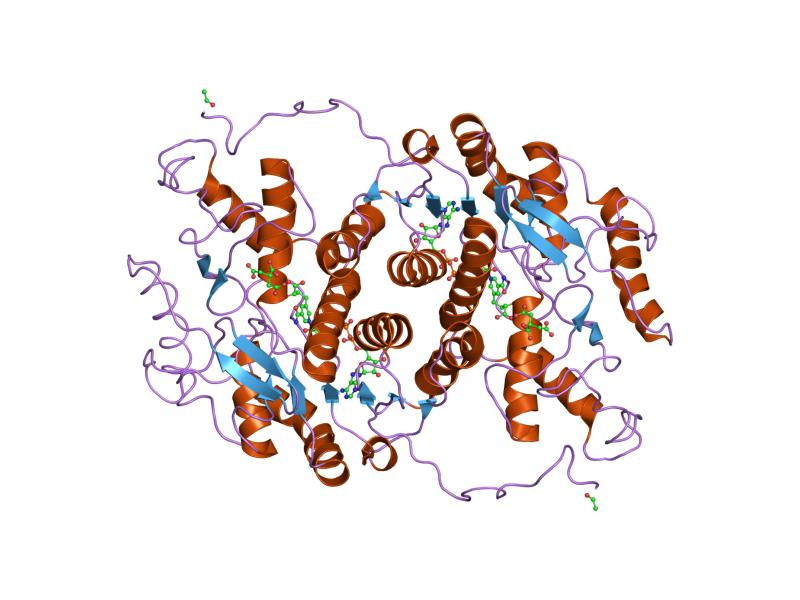
Exemple de deshidrogenasa: la piruvat deshidrogenasa (LDH).

Les deshidrogenases són enzims capaços de catalitzar l'oxidació o la reducció d'un substrat afegint a traient àtoms d'hidrogen. Aquest procés s'anomena deshidrogenació i s'utilitzen les formes oxidades i reduïdes decoenzims com el NAD+/NADH, el NADP+/NADPH, elFMN/FMNH2 i el FAD/FADH2 com a acceptors o donadors d'electrons i protons. Les dehidrogenases del sub-grup 1.1 catalitzen reaccions en les quals a partir d'un grup CH-OH s'obté un grup C=O. En són exemples la malat deshidrogenasa (1.1.1.37), la glucosa-6-fosfat deshidrogenasa (EC 1.1.1.49), la lactat deshidrogenasa (EC 1.1.1.27) o la isocitrat deshidrogenasa (EC 1.1.1.42). Alguns enzims del sub-grup 1.2 són deshidrogenases específiques que participen la formació de compostos altament energètics intermediaris del metabolisme energètic. Exemples són la gliceraldehid-fosfat deshidrogenasa (EC 1.2.1.12), que té un paper molt important en el metabolisme energètic dels glúcids, o la piruvat deshidrogenasa (EC 1.2.4.1), que catalitza la reacció de descarboxilació del piruvat a acetat. També cal esmentar els enzims del grup 1.3 que eliminen els dos àtoms d'hidrogen dels grups CH-CH per tal d'obtenir C=C. Aquests enzims participen, doncs, en la formació d'insaturacions. Un exemple és la succinat deshidrogenasa, un enzim molt important del cicle de Krebs. Els enzims del sub-grup 1.4. són enzims que porten a terme una desaminació oxidativa, excepte els 1.4.1.6 i 1.4.4.1, que catalitzen ciclacions. Un exemple és la glutamat deshidrogenasa (EC 1.4.1.2-3-4). Els enzims del sub-grup 1.6 utilitzen les formes reduïdes dels coenzims com a donadors. Es pot dir, doncs, que aquests enzims actuen com a "coenzim deshidrogenases". Participen en la cadena de transport d'hidrogen a la cèl·lula, en reaccions en hi participen els coenzims reduïts i l'oxigen.

### Oxidases
Les oxidases són enzims que catalitzen una reacció d'oxidació reducció utilitzant una molècula d'O₂ com a acceptor d'hidrògens. En aquestes reaccions l'oxigen es redueix a aigua o a peròxid d'hidrogen. Una oxidasa important és la citocrom C oxidasa o complex IV, molt important en la cadena de transport d'electrons. També podem destacar altres enzims com la citrocrom P450 oxidasa, la NADPH oxidasa, la glucosa oxidasa o la xantina oxidasa.

### Peroxidases
Són aquelles oxidoreductases que pertanyen al grup 1.11, és a dir, que actuen amb el peròxid d'hidrogen (H2O2) com a acceptor o oxidant. La majoria de peroxidases, és a dir, les anomenades peroxidases clàssiques són hemoproteïnes específiques per al peròxid, però utilitzen una gran varietat de substàncies com a donadors. El seu substrat és el peròxid, i la gran afinitat d'aquest substrat amb l'enzim fa que es pugui unir al ferro del grup hemo, conduint a una inhibició per excés de substrat, ja que l'enzim està tot unit al peròxid d'hidrogen i no s'hi pot unir l'altre substrat, el reductor o donador. La catalasa, que descompon el peròxid d'hidrogen, s'inclou en aquest tipus d'oxidoreductases, ja que és similar pel que fa a la seva estructura i propietats a les peroxidases clàssiques, i és capaç de provocar oxidacions determinades per al peròxid d'hidrogen. La descomposició del peròxid pot ser considerada una oxidació d'una molècula per una altra. Els coenzims peroxidases no són hemoproteïnes, i almenys tenen una flavoproteïna. Altres flavoproteïnes, com la xantina oxidasa, que utilitza el peròxid d'altres receptors, i els coenzims peroxidases, s'assemblen a aquestes, ja que no són específiques per al peròxid d'hidrogen, cosa que les peroxidases clàssiques si que ho són.

### Oxigenases
Aquests enzims són els del grup 1.13 i 1.14, que actuen, respectivament, oxidant un substrat amb la incorporació d'oxigen molecular (O₂) a aquests substrats. En el grup 1.13 només participa un únic donador, en el qual s'hi incorporaran els dos àtoms d'oxigen, usualment amb un anell d'obertura en un doble enllaç en el donador (dioxigenases, que pertanyen al grup 1.13.11), o s'hi incorporarà un únic àtom d'oxigen i simultàniament es formarà una molècula d'aigua, on també té lloc una descarboxilació (monooxigenases, el grup 1.13.12). El subgrup 1.14 catalitza una reacció de dos donadors amb la incorporació d'oxigen molecular (O2). Un àtom d'oxigen és incorporat en un o en els dos donadors. Molts d'aquests enzims són coneguts amb el nom d'hidroxilases, aconseguint la substitució d'un grup hidroxil en un dels substrats. Els diferents grups d'aquest subgrup 1.14, es basen en el segon donador, si els dos àtoms d'oxigen van a un donador, aquests enzims es coneixen com a dioxigenases, en canvi, si a un donador només s'hi incorpora un àtom d'oxigen parlam de les monooxigenases.